# Sebastiano Conca

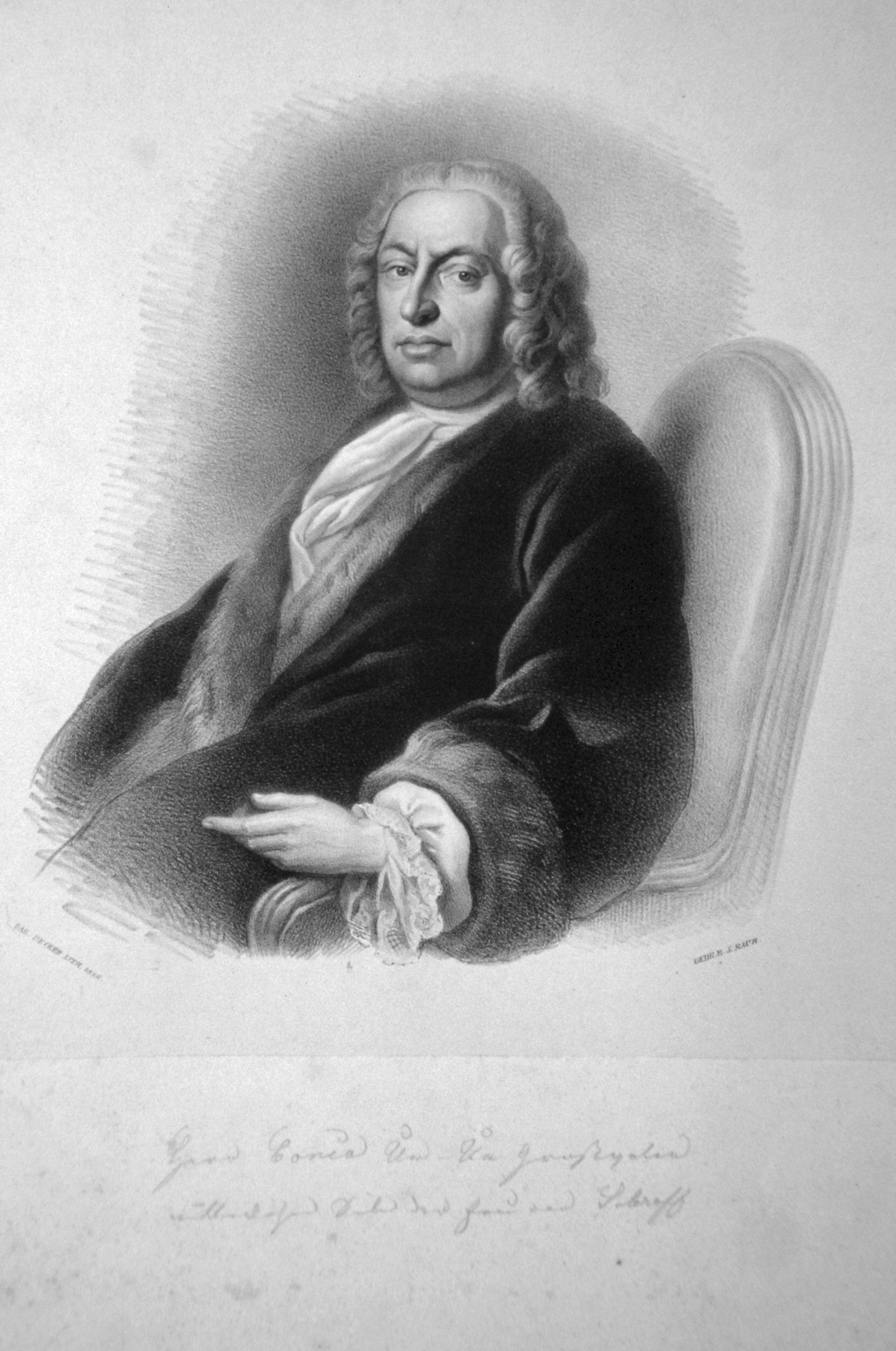
Sebastiano Conca, Lithographie von Gabriel Decker, 1846

Sebastiano Conca, auch „Il Cavaliere“ genannt (* 8. Januar 1680 in Gaeta; † 1. September 1764 in Neapel) war ein italienischer Maler des Spätbarock.

## Leben
Sebastiano Conca war das älteste von zehn Kindern des Kaufmanns und Steuerpächters Erasmo Conca und dessen Gattin Caterina de Lorio. In jungen Jahren schickte ihn der Vater in die Werkstatt von Francesco Solimena (1657–1747) nach Neapel. 1702 begleitete Conca seinen Meister nach Montecassino. Während seiner Ausbildung eignete er sich Solimenas stark kontrastierende Malweise an.

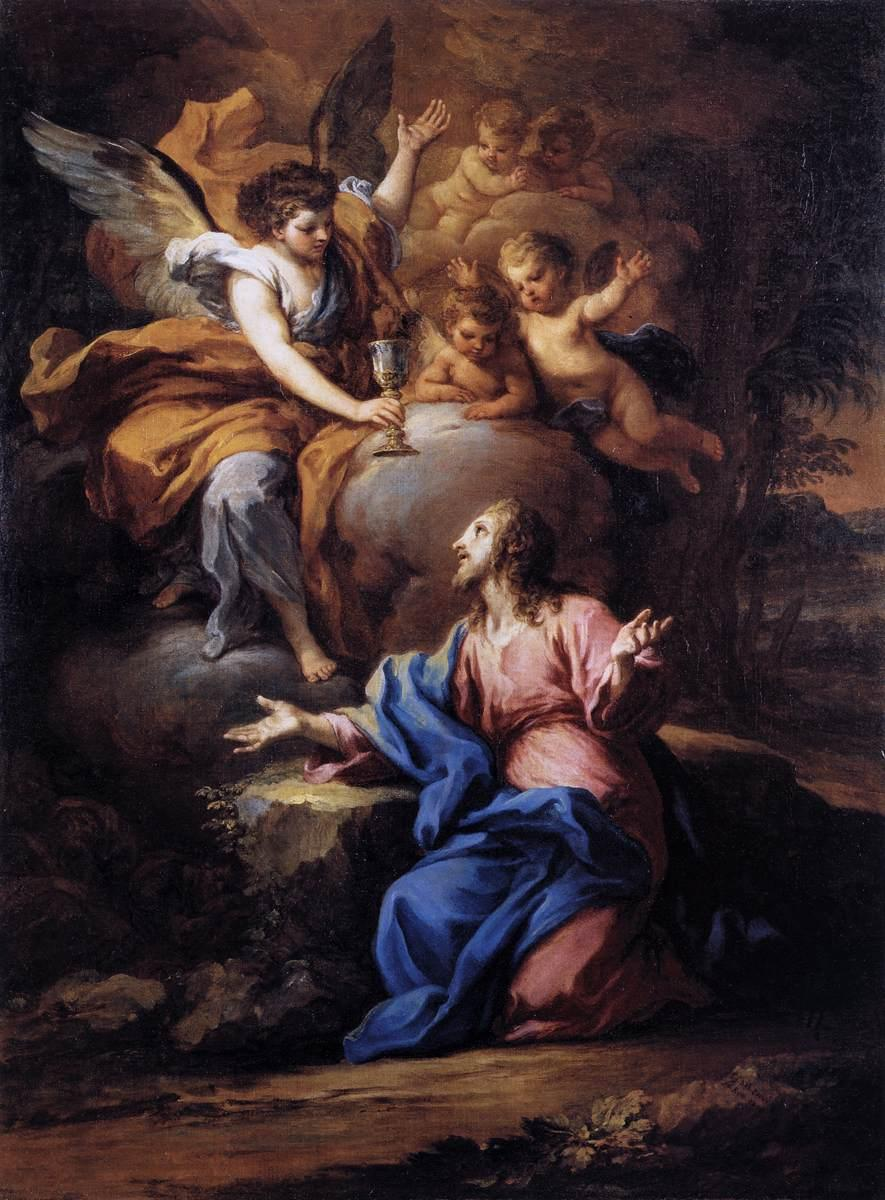
Christus im Garten Gethsemane (1746), 64 × 47 cm, Vatikanische Pinakothek

1706 ging Conca mit seinem Bruder Giovanni Conca nach Rom und gründete eine eigene Werkstatt für Freskenmalerei und Tafelbilder, wobei sich seine Malweise in Richtung eines klassizistischen Spätbarock weiter entwickelte. Dieser auch als römischer Klassizismus bezeichnete Kunststil, hatte sich als Gegenbewegung zum frivol empfundenen Rokoko entwickelt und durch die Wiederentdeckung der römischen Antike eine klassisch ausgerichtete künstlerische Ästhetik ins Gespräch gebracht.
1710 gründete er die „Accademia del Nudo“, die von zahlreichen Studenten aus ganz Europa besucht wurde, die ihrerseits den klassizistischen Ansatz auf dem ganzen Kontinent verbreiteten. 1719 wurde Conca Mitglied der Accademia di San Luca und wurde zweimal zu ihrem Princeps gewählt. Einer seiner frühen Förderer waren der Principe della Torrella und Kardinal Pietro Ottoboni, der neben zahlreichen anderen Ämtern auch Erzpriester der Lateranbasilika war. Durch Ottobonis Fürsprache erhielt Conca von Papst Clemens XI. den Auftrag, in der San Giovanni in Laterano und in der San Clemente Fresken zu malen. Als Belohnung erhielt er vom Papst den Ritterschlag und ein mit Diamanten besetztes Kreuz. Sein Atelier wurde nun der große Saal im Palazzo Farnese, der ihm vom Herzog von Parma überlassen wurde.

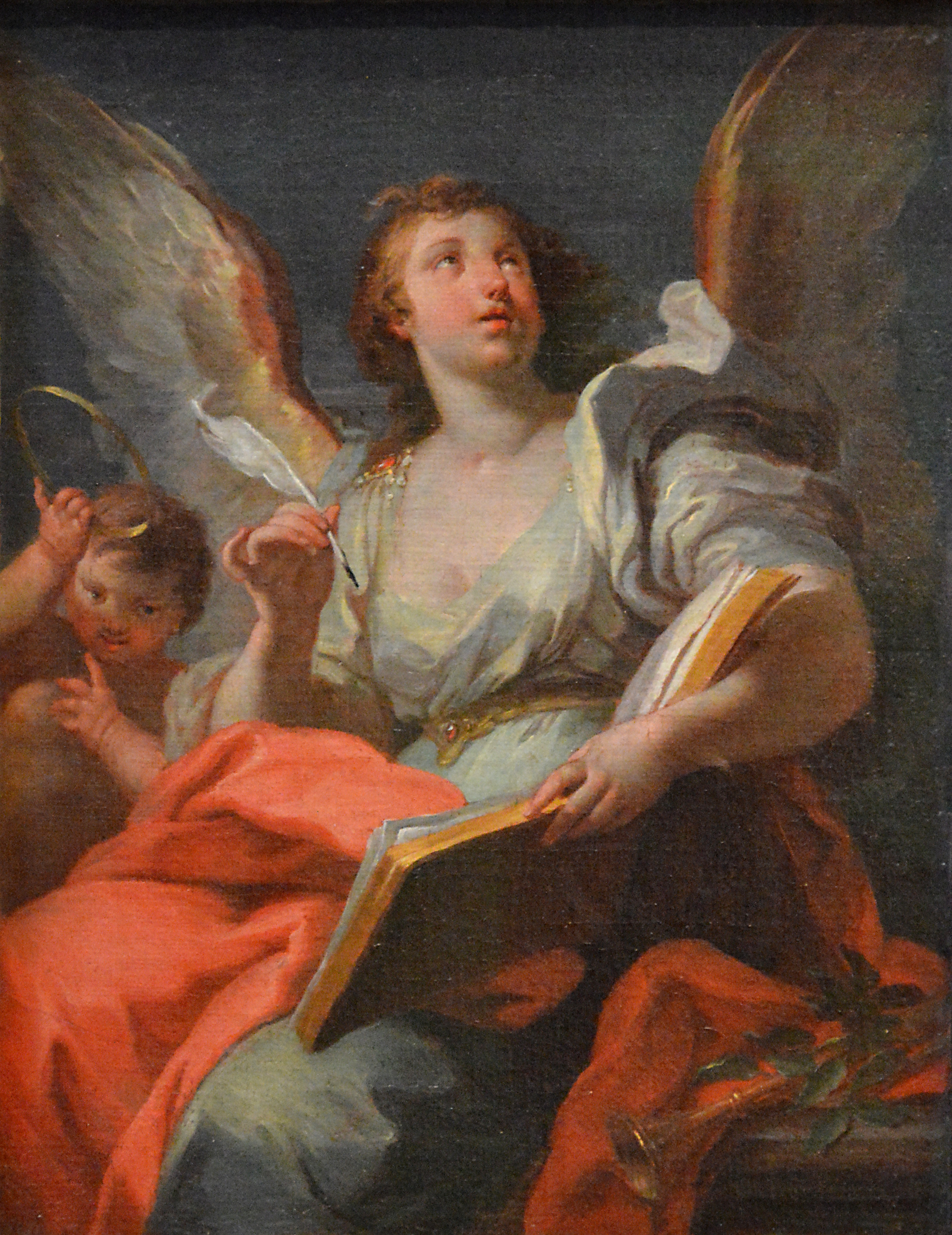
Allegorie des Ruhmes (1730er Jahre), 37 × 29 cm, Louvre, Paris

In dieser frühen Zeit arbeitete er auch mit Carlo Maratta zusammen in der Santa Cecilia in Trastevere und 1718 allein in Genua im Palazzo Lomellini-Doria. 1721–1725 wurde er nach Turin an das Haus Savoyen berufen, wo er in verschiedenen Kirchen und im königlichen Palast Fresken und Ölbilder schuf. Später erhielt er Aufträge von Philipp V. (Spanien), den Königen von Polen, Portugal und Sardinien sowie des Erzbischofs von Köln.
1731 folgte ein Auftrag in Siena, um die Apsis der Santissima Annunziata auszumalen. Der Auftrag erfüllte den testamentarisch festgeschriebenen letzten Willen von Ugolino Billo, der vormals Rektor der sienesischen Santa Maria della Scala war. 1739 schrieb er ein Buch mit dem Titel Ammonimenti („Ermahnungen“), eine Art moralischer Wegweiser für angehende Künstler.
1751 schließlich kehrte er nach Neapel zurück, wo er sich künstlerisch stark einer illusionistischen Malerei in der Art des Luca Giordano zuwendete.

## Schüler
| - Pompeo Batoni (1708–1787) - Andrea Casali (1705–1784) - Placido Campolo (1693–1743) - Giovanni Conca († 1764) - Tommaso Conca (1734–1822) - Franz Anton Ebner (ca. 1698–1756) - Franz Georg Herrmann (1692–1768) - Gaetano Lapis (1706–1773) - Salvatore Monosilio (1715–1776) | - Litterio Paladini (1691–1743) - Giuseppe Paladini (1721–1794) - Anton Raphael Mengs (1728–1779) - Gaetano Mercurio (1730–1790) - Francesco Preziao (1712–1789) - Rosalba Maria Salvioni (1658–1708) - Agostino Masucci (1690–1768) - Giuseppe Ranucci (fl. 1736–1741) | - Corrado Giaquinto (1703–1766) - Olivio Sozzi (1690–1765) - Filippo Randazzo (1692–1744) - Gasparo Serenario (1694–1759) - Fedele Tirrito (1717–1801) - Giuseppe Tresca (1710–1795) - Pietro Paolo Vasta (1697–1760) - Johann Jakob Zeiller (1708–1783) |

## Bildergalerie

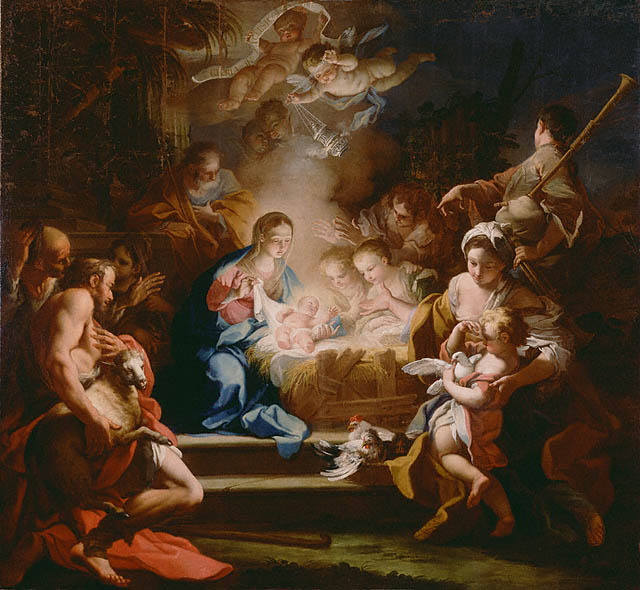
Anbetung der Hirten (1720), Getty Museum Los Angeles
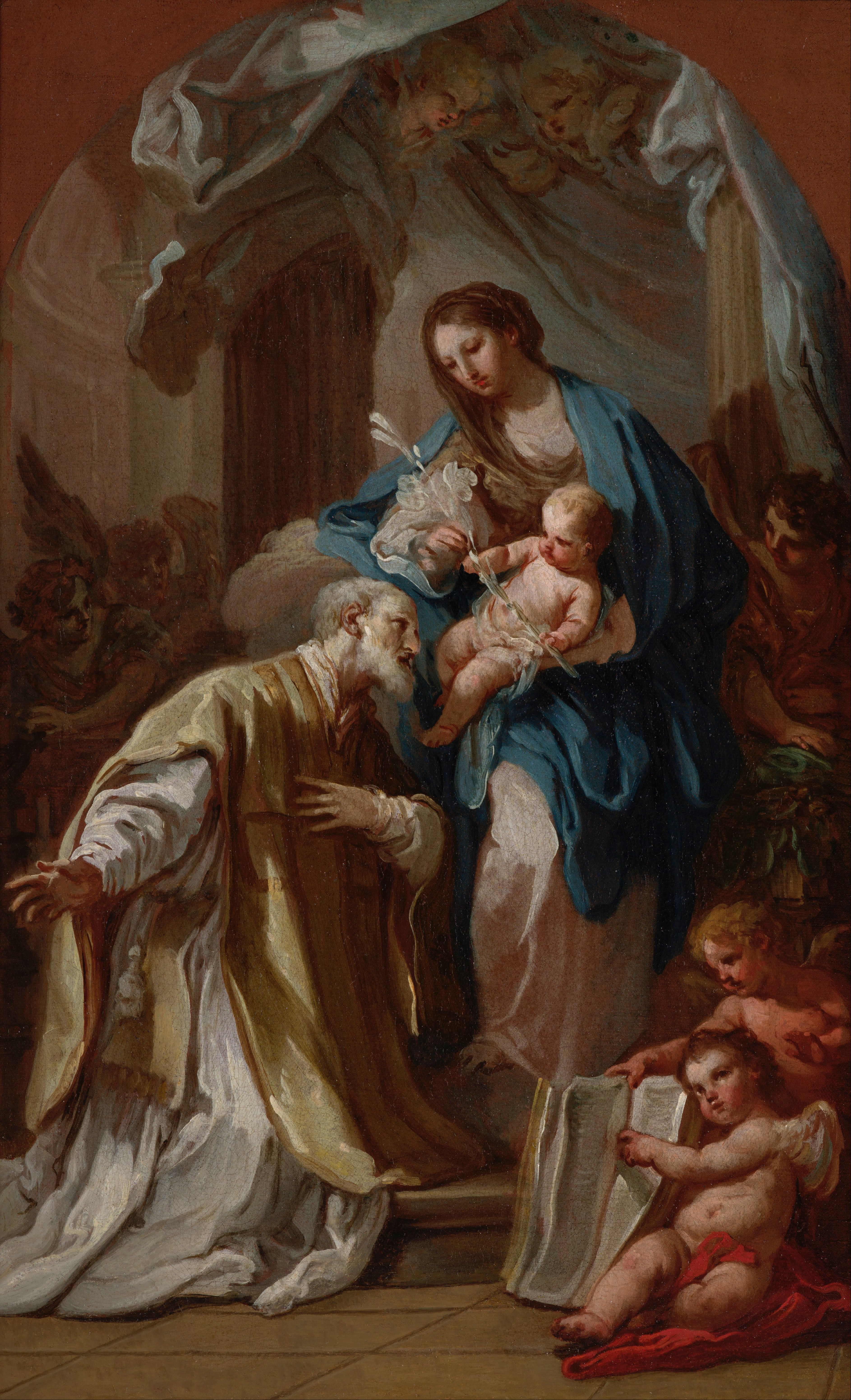
Die Madonna erscheint San Filippo Neri (ca. 1740), Indianapolis Museum of Art
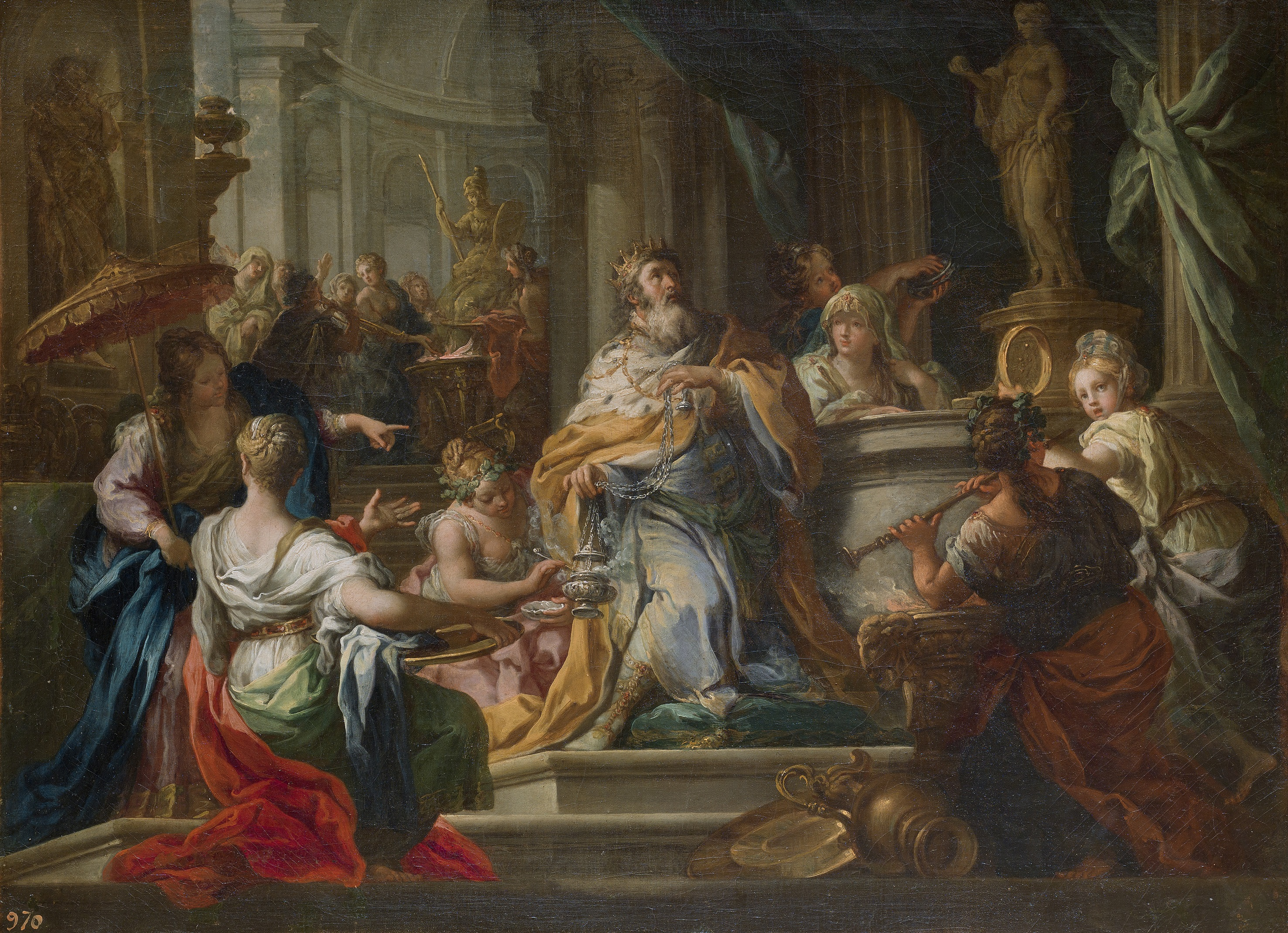
Götzenanbetung des König Salomon (1750), Museo del Prado, Madrid

## Tafelbilder

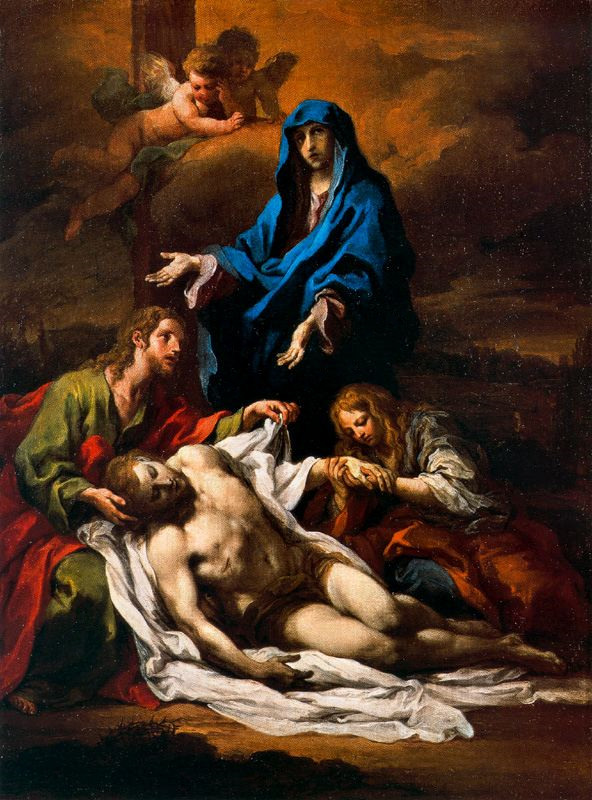
Kreuzabnahme (1746), Vatikanische Pinakothek

- Anbetung der Hirten (1720), J. Paul Getty Museum, Los Angeles
- Anbetung der drei Könige (1707), Musée des Beaux-Arts, Tours
- Heilige Familie mit den Heiligen Anna, Zacharias und Johannes dem Täufer (1723), Tafelbild, Dulwich Picture Gallery, London
- Rinaldo und Armida (1725–30), Saint Louis Art Museum
- Sibylle (1726), Museum of Fine Arts, Boston
- Sankt Toribo, Erzbischof von Lima (1726), Vatikanische Museen, Rom
- Allegorie des Ruhmes (1730er Jahre), 37 × 29 cm, Louvre, Paris
- Visionen des Aeneas (1735–40), Ringling Museum of Art
- Taufe Christi, Tafelbild Museo Civico Teramo
- Madonna delle Grazie mit Heiligen, Chiesa di Santa Maria Infante in Minturno
- Gloria der Santa Cecilia, Palazzo Pitti, Florenz
- Präsentation von Maria im Tempel, Kloster der Präsentation in Monte Argentario
- Die Madonna erscheint San Filippo Neri (ca. 1740), Indianapolis Museum of Art
- Christus im Garten Gethsemane (1746), Vatikanische Museen, Rom
- Auffindung des Kreuzes (1746), Vatikanische Museen, Rom
- Alexander der Große im Tempel von Jerusalem (1746), Museo del Prado, Madrid
- Götzenanbetung des König Salomon (1750), Museo del Prado, Madrid
- Allegorie der Malerei und der Bildhauerkunst, Galleria Spada, Rom
- Historia di San Francesco di Paolo (1762–63), Santa Maria di Pozzano, Castellammare di Stabia
- José Calasanz erscheint die Madonna, 1763 entstandenes Ölgemälde auf Leinwand, Sant’Agostino
- Madonna del Paradiso, Chiesa della Madonna del Paradiso Mazara del Vallo

In der Gemäldegalerie Alte Meister in Dresden:
- Die Heiligen Drei Könige vor Herodes, um 1714, Öl auf Leinwand, H249 × B464 cm (aus einem Gemäldezyklus für Kardinal Pietro Ottoboni)

Zwei Pendants im Herzog-Anton-Ulrich Museum in Braunschweig:
- Der Tod des Seneca, Öl auf Leinwand, H61,5 × B75,5 cm
- Der Tod des Cato, Öl auf Leinwand, H61,5 × B75,5 cm

In der Staatsgalerie Stuttgart:
- Anbetung der Hl. Drei Könige, um 1735/40, Öl auf Leinwand, H74,5 × B99 cm
- Die wunderbare Genesung des heiligen Dominikus, um 1720, Öl auf Leinwand, H75,5 × B99,5 cm

Im Wallraf-Richartz-Museum in Köln:
- Die Großmut des Scipio, ca. 1745, Öl auf Leinwand, H74 × B62 cm

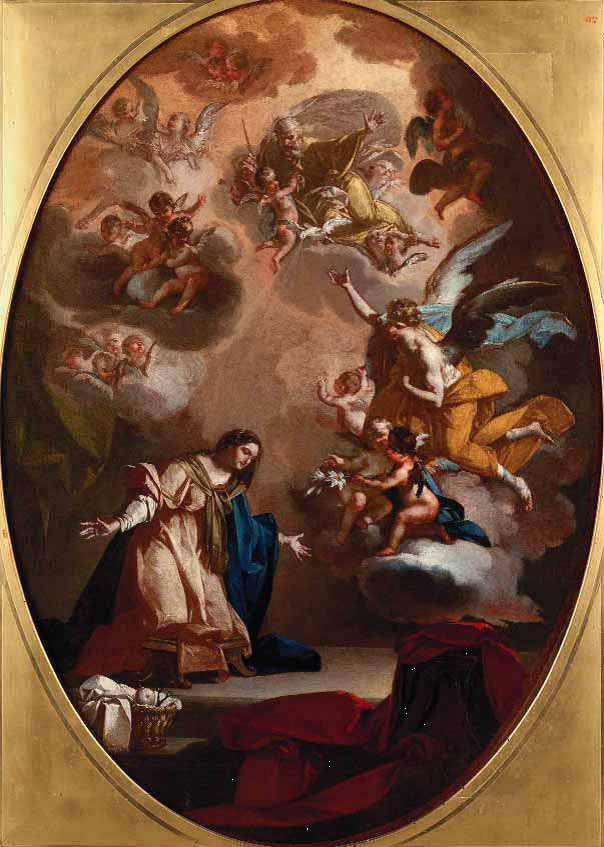
Verkündigung Mariä, Aufenthaltsort unbekannt

## Möbel
Im Kunstgewerbemuseum Berlin ist aus der Werkstatt des Sebastiano Conca ein mit Ölmalereien reich verzierter Pultschreibschrank von 1730 ausgestellt.

## Fresken
- Fresken (1721–25) im Oratorio de San Filippo e Santa Teresa, Venaria
- Krönung der Santa Cecilia (1725), Fresko, Santa Cecilia, Rom
- Fresken in der Basilika della Superga (1726), Piemont
- Probatica Piscina (Teich von Bethseba) (1732), Fresko, Chiesa della Santissima Annunziata, Siena
- Fresken im Königspalast von Turin (1733)
- Allegorische Szenen, Fresko, (1738–40) Palazzo Lomellini-Doria, Genua
- Fresken in der Santa Chiara (1752–54), Neapel

## Auktionen
- 1825 in Nürnberg: Zwey Gegenstücke; Aufzüge von Meergöttern und Göttinen.[6]